# Cläre Voss
Cläre Voss war eine deutsche Leichtathletin, die in den 1920er-Jahren für den Berliner Sport-Club startete.
Zwischen 1921 und 1927 konnte sie bei Deutschen Meisterschaften mehrere Podiumsplätze erringen. Mit der Staffel des Berliner SC wurde sie in den Jahren 1924, 1925 und 1926 jeweils Meisterin und 1921, 1922, 1923 und 1927 jeweils Dritte. Zwei weitere dritte Plätze gelangen ihr 1925 und 1927 im Dreikampf.
Zusammen mit ihren Mannschaftskameradinnen Lilli Henoch, Charlotte Köhler und Gerda Pöting lief sie am 11. Juli 1926 in Köln 50,3 s über 4-mal 100 Meter. Diese Zeit wurde von der FSFI als Weltrekord anerkannt.
Ferner kam sie zweimal unter die Top 25 der Weltbestenliste, und zwar 1926 (12,9 s, Platz 25) und 1927 (12,6 s, Platz 11).

## Weblink
- Weltranglisten